# Lahomno
Lahomno je naselje u slovenskoj Općini Laškom. Lahomno se nalazi u pokrajini Štajerskoj i statističkoj regiji Savinjskoj. 

## Stanovništvo
Prema popisu stanovništva iz 2002. godine naselje je imalo 243 stanovnika.